# Resolution 478 des UN-Sicherheitsrates
Die Resolution 478 wurde am 20. August 1980 vom UN-Sicherheitsrat verabschiedet. In ihr wurde das Jerusalemgesetz, das unter anderem die Annexion Ost-Jerusalems durch Israel festhält, für nichtig erklärt. Die Resolution wurde mit 14:0 Stimmen angenommen, wobei die USA sich der Stimme enthielten. Bis zum Abzug Israels aus Ost-Jerusalem wurden die UN-Mitgliedstaaten aufgefordert, ihre diplomatischen Vertretungen aus Jerusalem abzuziehen.
Zu diesem Zeitpunkt hatten von 45 Staaten 13 den Sitz ihrer Botschaften in Jerusalem: Bolivien, Chile, Kolumbien, Costa Rica, die Dominikanische Republik, Ecuador, El Salvador, Guatemala, Haiti, die Niederlande, Panama, Uruguay und Venezuela. Alle anderen Botschaften hatten ihren Sitz in Tel Aviv.
Alle 13 betroffenen Staaten folgten der Resolution. 1982 verlegten zwei Staaten, Costa Rica und El Salvador, ihre Botschaften zurück nach Jerusalem. Im August 2006 verlegten erst Costa Rica und 14 Tage später El Salvador ihre Botschaften jedoch wieder zurück nach Tel Aviv.
Die USA verlegten ihre Botschaft am 14. Mai 2018 von Tel Aviv nach Jerusalem, was US-Präsident Donald Trump im Dezember 2017 angekündigt und der US-Kongress bereits 1995 beschlossen hatte.
Belgien, Frankreich, Griechenland, Großbritannien, Italien, Schweden und Spanien unterhalten in Jerusalem Generalkonsulate.